# Lago Tazawa
Il lago Tazawa è un lago vulcanico giapponese, situato nella città di Senboku, prefettura di Akita.
Il nome del lago deriva da un termine della lingua ainu, tapukopu, traducibile indicativamente come "collina dalla sommità circolare". Con la sua profondità media di 280 metri, risulta il lago più profondo del Giappone.